# Газ

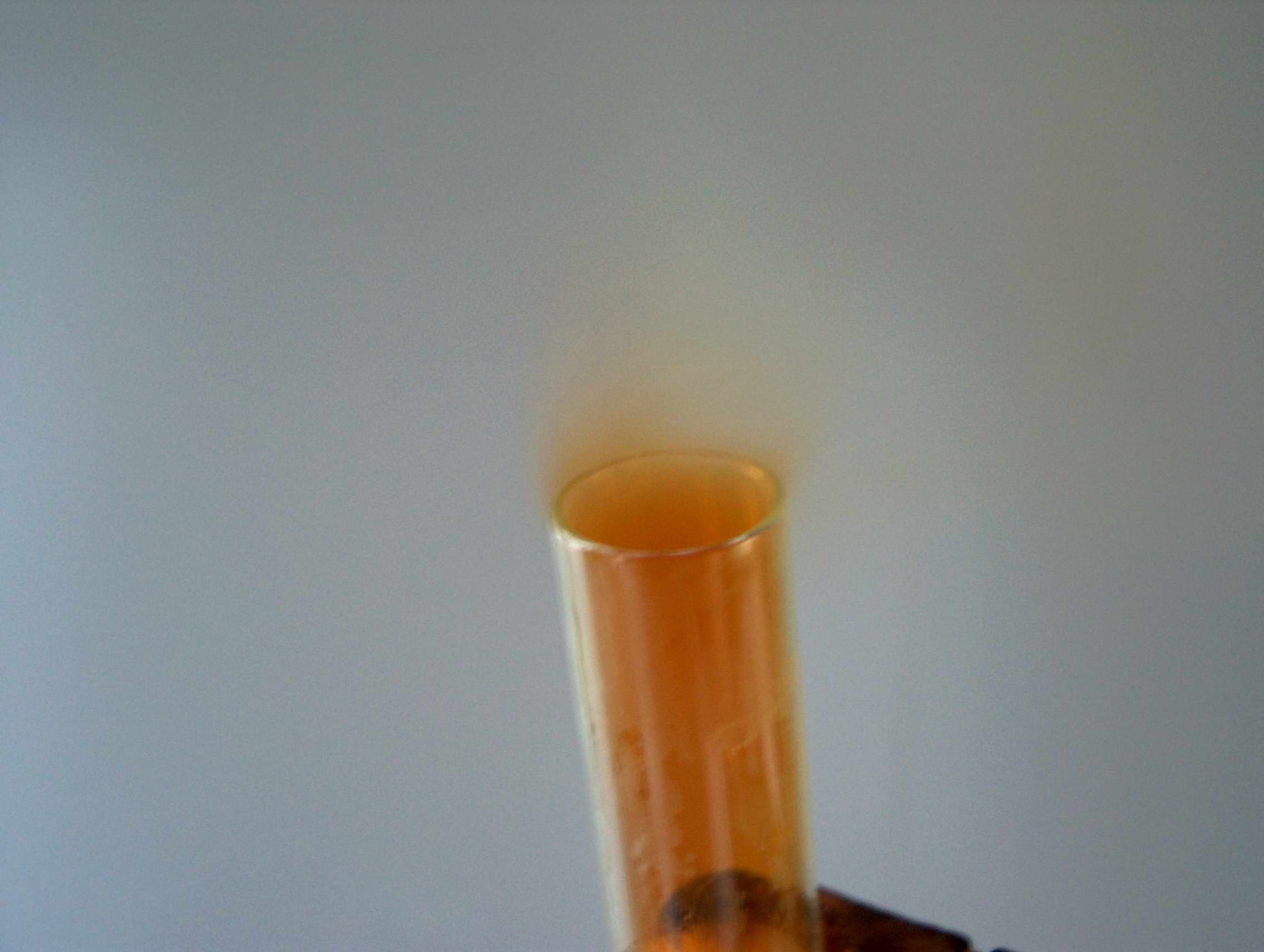
Газ NO_{2}

Газ, или газообра́зное состоя́ние (от нидерл. gas, восходит к др.-греч. χάος (háos) — букв. хаос) — одно из четырёх основных агрегатных состояний вещества, характеризующееся очень слабыми связями между составляющими его частицами (молекулами, атомами или ионами), а также их большой подвижностью. Частицы газа почти свободно и хаотически движутся в промежутках между столкновениями, во время которых происходит резкое изменение характера их движения.
Газообразное состояние вещества в условиях, когда возможно существование устойчивой жидкой или твёрдой фазы этого же вещества, обычно называется па́ром. Реальный газ представляет собой высоко перегретый пар, свойства которого незначительно отличаются от идеального газа. В связи с этим в термодинамическом описании паров и реальных газов следует различать только два состояния — насыщенные пары (двухфазовые системы) и перегретые пары — (однофазовые газообразные состояния). Существует и другое определение понятия реальный газ, включающее весь диапазон газообразного состояния вещества от насыщенного пара до высоко перегретого и сильно разреженного.
Подобно жидкостям, газы обладают текучестью и сопротивляются деформации. В отличие от жидкостей, газы не имеют фиксированного объёма, а стремятся заполнить весь доступный объём (например, сосуда). В планетарном масштабе газ в атмосфере удерживается гравитацией и не образует свободной поверхности.
Газообразное состояние — самое распространённое состояние вещества Вселенной (межзвёздное вещество, туманности, звёзды, атмосферы планет и т. д.). По химическим свойствам газы и их смеси весьма разнообразны: от малоактивных инертных газов до взрывчатых газовых смесей. Понятие «газ» иногда распространяют не только на совокупности атомов и молекул, но и на совокупности других элементарных [квантовых] частиц (то есть на квантовую систему) — фотонов, электронов, броуновских частиц, а также плазму.
Чтобы испарить жидкость, вовсе необязательно её нагревать. Можно уменьшить атмосферное давление поднятием на высоту, либо вакуумированием.

## Некоторые частные случаи
- Идеальный газ — газ, в котором взаимодействие между молекулами сводится к парным столкновениям, причём время межмолекулярного столкновения намного меньше среднего времени между столкновениями. Идеальный газ является простейшим модельным объектом молекулярной физики. В классической (феноменологической) термодинамике идеальный газ — гипотетический, не существующий в природе газ, в точности подчиняющийся уравнению газового состояния Клапейрона — Менделеева: {\displaystyle PV=\nu \;RT}
- Реальный газ — агрегатное состояние вещества (простого тела). Состояние реальных газов достаточно точно описывается уравнением Клапейрона в условиях далёких от температуры конденсации, (высоко перегретые пары), а в условиях, близких к конденсации, где силами молекулярного взаимодействия уже нельзя пренебречь, вместо уравнения Клапейрона — Менделеева используются приближённые эмпирические и полуэмпирические уравнения. Наиболее простым и распространённым является уравнение Ван-дер-Ваальса. Известно немало попыток теоретического вывода уравнения состояния реального газа. Американский физик Д. Майер и советский математик Н. Боголюбов с помощью методов статистической физики вывели уравнение состояния реального газа в наиболее общем виде, включающее так называемые вириальные коэффициенты, являющиеся функциями только температуры. Вириальные коэффициенты не могут быть определены теоретическими методами и должны определяться с помощью экспериментальных данных[4].
- Газ Ван-дер-Ваальса — идеализированный газ, точно подчиняющийся уравнению Ван-дер-Ваальса. Важнейшим свойством этого газа является существование в такой простой модели фазового перехода газ — жидкость.
- Частично или полностью ионизованный газ называется плазмой (иногда называется следующим агрегатным состоянием).
- Также газом в технике и в быту кратко называют природный газ, основу которого составляет газ метан.

## Этимология
Слово «газ» (нидерл. gas) было придумано в начале XVII века фламандским естествоиспытателем Я. Б. ван Гельмонтом для обозначения полученного им «мёртвого воздуха» (углекислого газа). Согласно Я. И. Перельману, Гельмонт писал: «Такой пар я назвал газ, потому что он почти не отличается от хаоса древних». 

Hunc spiritum, incognitum hactenus, novo nomine gas voco («Этот пар, до сих пор неизвестный, я называю новым именем «газ».)— Helmont, Ortus Medicinae
Не исключено также воздействие немецкого gasen «кипеть».
В России для обозначения газов М. В. Ломоносов употреблял термин «упругие жидкости», но он не прижился.

## Физические свойства

### Макроскопические характеристики
Большинство газов сложно или невозможно наблюдать непосредственно нашими органами чувств, они описываются с помощью четырёх физических свойств или макроскопических характеристик: давлением, объёмом, количеством частиц (химики используют моль) и температурой. Эти четыре характеристики издавна неоднократно исследовались учёными, такими как Роберт Бойль, Жак Шарль, Джон Дальтон, Гей-Люссак и Амедео Авогадро для различных газов в различных условиях. Их детальное изучение в итоге привело к установлению математической связи между этими свойствами, выраженной в уравнении состояния идеального газа.
Основной особенностью газа является то, что он заполняет всё доступное пространство, не образуя поверхности. Газы всегда смешиваются. Газ — изотропное вещество, то есть его свойства не зависят от направления. В случаях, когда силами тяготения можно пренебречь или они уравновешены другими силами, давление во всех точках газа одинаково (см. Закон Паскаля).
В поле сил тяготения плотность и давление не одинаковы в каждой точке, уменьшаясь с высотой по барометрической формуле. Соответственно, в поле сил тяжести неоднородной становится смесь газов. Тяжёлые газы имеют тенденцию оседать ниже, а более лёгкие — подниматься вверх. В поле тяготения на любое тело, погружённое в газ, действует Архимедова сила, которую используют для полёта воздушных шаров и других воздухоплавательных аппаратов, заполненные лёгкими газами или горячим воздухом.
Газ имеет высокую сжимаемость — при увеличении давления возрастает его плотность. При повышении температуры газы расширяются. При сжатии газ может перейти в жидкость, если его температура ниже так называемой критической температуры. Критическая температура является характеристикой конкретного газа и зависит от сил взаимодействия между его молекулами. Так, например, газ гелий можно сжижить только при температуре меньшей, чем 4,2 К.
Существуют газы, которые при охлаждении переходят в твёрдое тело, минуя жидкую фазу. Превращение жидкости в газ называется испарением, а непосредственное превращение твёрдого тела в газ — сублимацией.

### Сосуществование с жидкостью
В определённом диапазоне температур и давлений газ и жидкость одного и того же вещества могут сосуществовать в виде равновесной двухфазовой системы. Газ над поверхностью жидкости называют насыщенным паром.

### Микроскопические характеристики
Если бы можно было наблюдать газ под мощным микроскопом, можно было бы увидеть набор частиц (молекул, атомов и т. д.) без определённой формы и объёма, которые находятся в хаотическом движении. Эти нейтральные частицы газа изменяют направление только тогда, когда они сталкиваются с другими частицами или стенками ёмкости. Если предположить, что эти взаимодействия (удары) абсолютно упругие, это вещество превращается из реального в идеальный газ. Эта доля с микроскопической точки зрения газа описывается молекулярно-кинетической теорией. Все предпосылки, лежащие в этой теории, можно найти в разделе «Основные постулаты» кинетической теории.

### Тепловое движение молекул газа
Важнейшей чертой теплового движения молекул газа — это беспорядочность (хаотичность) движения. Экспериментальным доказательством непрерывного характера движения молекул является диффузия и броуновское движение.
Диффузия — это явление самопроизвольного проникновения молекул одного вещества в другое. В результате взаимной диффузии веществ происходит постепенное выравнивание их концентрации во всех областях занимаемого ими объёма. Установлено, что скорость протекания процесса диффузии зависит от рода веществ и температуры.
Одним из самых интересных явлений, подтверждающих хаотичность движения молекул, является броуновское движение, которое проявляется в виде теплового движения микроскопических частиц вещества, находящихся в газе во взвешенном состоянии. Это явление в 1827 году впервые наблюдал Р. Броун, от имени которого оно получило название. Беспорядочность перемещения таких частиц объясняется случайным характером передачи импульсов от молекул газа частице с разных сторон. Броуновское движение оказывается тем заметнее, чем меньше частица и чем выше температура системы. Зависимость от температуры свидетельствует о том, что скорость хаотического движения молекул возрастает с увеличением температуры, именно поэтому его и называют тепловым движением.

### Закон Авогадро
Закон Авогадро — одинаковые объёмы любых газов при одинаковом давлении и температуре содержат одинаковое число молекул.
Этот закон был открыт на основе опытов по химии итальянским учёным Амедео Авогадро в 1811 году. Закон касается слабо сжатых газов (например, газов под атмосферным давлением). В случае сильно сжатых газов считать его справедливым нельзя. Закон Авогадро означает, что давление газа при определённой температуре зависит только от числа молекул в единице объёма газа, но не зависит от того, какие это молекулы.
Количество вещества, содержащее число граммов, равное его молекулярной массе, называется грамм-молекулой или молем. Из сказанного следует, что моли разных веществ содержат одинаковое число молекул. Число молекул в одном моле вещества, получившее название «число Авогадро», является важной физической величиной. По ГОСТ 3651.2-97, значение постоянной Авогадро принимается:
NA = 6,0221367 · 1023 ± 0,0000036 · 1023 моль−1
Число Авогадро, по данным CODATA−2010, равно
NA = 6,02214129 · 1023 ± 0,00000027 · 1023 моль−1
Для определения постоянной Авогадро были сделаны многочисленные и разнообразные исследования (броуновского движения, явлений электролиза и др.), которые привели к достаточно согласованным результатам и являются ярким свидетельством реальности молекул и молекулярного строения вещества.

### Кинетическая теория
Кинетическая теория даёт представление о макроскопических свойствах газов, рассматривая их молекулярное строение и движение молекул. Начиная с определения импульса и кинетической энергии, можно, используя закон сохранения импульса и геометрические зависимости, связать макроскопические свойства системы (температуру и давление) с микроскопическими свойствами (кинетической энергии одной молекулы).
Кинетическая теория объясняет термодинамические явления, исходя из атомистических представлений. Теория постулирует, что тепло является следствием хаотического движения чрезвычайно большого количества микроскопических частиц (атомов и молекул). Теория объясняет, как газовая система реагирует на внешние воздействия. Например, когда газ нагревается от абсолютного нуля, при котором его (классические) частицы абсолютно неподвижны, скорость частиц возрастает с ростом его температуры. Это приводит к большему числу их столкновений со стенками сосуда в единицу времени за счёт более высокой скорости. По мере роста числа столкновений возрастает их воздействие на стенки сосуда, пропорционально которому возрастает давление.
Успешное объяснение газовых законов, исходя из положений кинетической теории, стало одним из факторов подтверждения атомарного строения веществ в природе. В современной физике молекулярно-кинетическая теория рассматривается как составная часть статистической механики.

### Электрический ток в газах
Газы — очень плохие проводники, но в ионизированном состоянии газ способен проводить электрический ток. Проводимость газа зависит от напряжения нелинейно, поскольку степень ионизации изменяется по сложному закону. Основных способов ионизации газа два: термическая ионизация и ионизация электрическим разрядом. Кроме того, существует так называемый самостоятельный электрический разряд (пример — молния).
Термическая ионизация — придание атомам достаточной кинетической энергии для отрыва электрона от ядра и последующей ионизации вследствие повышения температуры газа и тепловое движение атомов газа, приводящее к столкновениям и превращением их в кинетическую энергию. Температуры, необходимые для ионизации газов, очень высоки (например, для водорода этот показатель составляет 6000 К). Этот тип ионизации газов распространён преимущественно в природе.
При низкой температуре газ также может проводить ток, если мощность его внутреннего электрического поля превышает некоторое пороговое значение. Пороговое значение в этом случае — достижение электроном под действием электрического поля достаточной кинетической энергии, необходимой для ионизации атома. Далее электроны снова разгоняются электрическим полем для ионизации и ионизируют два атома и т. д. — процесс становится цепным. В конечном итоге все свободные электроны достигнут позитивного электрода, позитивные ионы — негативного электрода. Данный тип ионизации распространён преимущественно в промышленности.
При нагревании катода электрическим разрядом с большой силой тока происходит его нагрев до степени термоэлектронной эмиссии электронов из него (дуговой разряд).

### Процессы переноса
Для газа характерен высокий коэффициент самодиффузии.
Газы имеют невысокую теплопроводность, поскольку передача энергии от молекулы к молекуле происходит за счет редких столкновений. Этим объясняются хорошие теплоизоляционные свойства шерсти и ваты, материалов, в которых большинство объёма заполнено воздухом. Но в газах действует другой механизм передачи тепла — конвекция.

### Сжимаемость
Сжимаемость (z) — это отношение удельного объёма газа к удельному объёму идеального газа с такой же молярной массой. Как правило, это число чуть меньше единицы, при этом наиболее значительно отклоняется от неё вблизи линии насыщения и для достаточно сложных органических газов, например, для метана при стандартных условиях {\displaystyle z=0,9981}.
Рассчитать коэффициент сжимаемости можно несколькими способами:
- модифицированным методом NX19 мод;
- модифицированным уравнением состояния GERG-91 мод;
- уравнением состояния AGA8-92DC;
- уравнением состояния ВНИЦ СМВ.

### Теплоёмкость
Теплоёмкость газа сильно зависит от характера процесса, который с ним протекает. Наиболее часто используются изобарная теплоёмкость {\displaystyle c_{p}} и изохорная {\displaystyle c_{v}}; для идеального газа {\displaystyle c_{p}=c_{v}+R}.

### Теплопроводность
Теплопроводность газов — явление направленного переноса тепловой энергии за счёт столкновения частиц газа без переноса вещества.

### Вязкость
В отличие от жидкостей, кинематическая вязкость газов с ростом температуры растёт, хотя для динамической вязкости зависимость менее выражена. Также вязкость растёт с давлением.

### Число Прандтля
Число Прандтля (отношение кинематической вязкости к температуропроводности) {\displaystyle \mathrm {Pr} ={\nu  \over a}={\mu c_{p} \over \lambda }} для газов обычно немного меньше единицы.

## Упрощённые модели газа
Под уравнением состояния (для газов) подразумевают математическую модель, которая используется для приближённого описания или моделирования свойств газа. В настоящее время не существует единого уравнения состояния, которое бы точно прогнозировало свойства всех газов при любых условиях. Поэтому было разработано большое число точных уравнений состояния для конкретных газов в диапазоне определённых температур и давлений. Математические модели газа, наиболее часто используемые — это модели «идеального газа» и «реального газа».

### Идеальный газ
Идеальный газ — это газ, в котором молекулы можно считать материальными точками, а силами притяжения и отталкивания между молекулами можно пренебречь. В природе такого газа не существует, но близкими по свойствам к идеальному газу являются реальные разреженные газы при давлениях, не превышающих 200 атмосфер, и не очень низких температурах, поскольку при таких условиях расстояние между молекулами намного превышает их размеры. С точки зрения феноменологической термодинамики идеальным газом (по определению) называется гипотетический, не существующий в природе, газ, в точности подчиняющийся уравнению газового состояния Клапейрона — Менделеева: {\displaystyle PV=\nu \,RT}
Различают три типа идеального газа:
1. Классический идеальный газ или газ Максвелла — Больцмана.
2. Идеальный квантовый газ Бозе (состоит из бозонов).
3. Идеальный квантовый газ Ферми (состоит из фермионов).

Внутренняя энергия идеального газа описывается следующим уравнением:
{\displaystyle U={\hat {c}}_{V}nRT={\hat {c}}_{V}NkT,}
где
{\displaystyle {\hat {c}}_{V}} является константой (равной, например, 3/2 для одноатомного газа),
{\displaystyle U} — внутренняя энергия (Дж),
{\displaystyle P} — давление (Па),
{\displaystyle V} — объём (м3),
{\displaystyle n} — количество вещества (моль),
{\displaystyle R} — универсальная газовая постоянная (Дж/(моль·К)),
{\displaystyle T} — абсолютная температура (К),
{\displaystyle N} — количество молекул,
{\displaystyle k} — постоянная Больцмана (Дж/К).

### Реальный газ
Реальный газ — это газ, между молекулами которого действуют силы межмолекулярного взаимодействия.
Опыт показал, что законы идеальных газов с высокой степенью точности справедливы для реальных газов лишь при температурах, превышающих критическую. При повышении давления и понижении температуры ниже критической обнаруживаются значительные отклонения в поведении всех реальных газов. Реальный газ имеет сжимаемость от внешних сил значительно меньшую, чем идеальный. Реальные газы конденсируются, а уравнение состояния идеального газа не может объяснить переход вещества из газообразного состояния в жидкое.
Силы межмолекулярного взаимодействия — короткодействующие, то есть проявляются на расстояниях R ≤ 10−9 м и быстро уменьшаются с увеличением расстояния.
Силы межмолекулярного взаимодействия в зависимости от расстояния между молекулами могут быть силами притяжения или силами отталкивания. Молекулярные силы притяжения называют силами Ван-дер-Ваальса. Из рисунка видно, что для больших расстояний между молекулами, когда плотность газа мала, силы Ван-дер-Ваальса правильно передают характер взаимодействия между молекулами. Части кривой, соответствующей межмолекулярному отталкиванию, в модели Ван-дер-Ваальса соответствует положительная часть кривой. На этом участке U (r) → ∞ при r ≤ d, то есть центры молекул не могут приблизиться на расстояние r < d (d — диаметр молекулы). В общем, изображена пунктиром кривая представляет потенциальную энергию парного взаимодействия молекул, между которыми действуют силы притяжения, а силы отталкивания проявляются лишь в случае столкновения согласно модели твердых шариков.
В 1873 году Ван-дер-Ваальс, проанализировав причины отклонения свойств реальных газов от закона Бойля-Мариотта, вывел уравнение состояния реального газа, в котором были учтены собственный объём молекул и силы взаимодействия между ними. Аналитическое выражение уравнение Ван-дер-Ваальса для одного моля газа имеет вид:
{\displaystyle \left(p+{\frac {a}{V_{\mu }^{2}}}\right)\left(V_{\mu }-b\right)=RT},
где коэффициенты {\displaystyle a} и {\displaystyle b} называют постоянными Ван дер Ваальса, которые зависят от химической природы вещества, температуры и давления.
Уравнение Ван дер Ваальса для произвольного количества газа массой {\displaystyle m} имеет вид:
{\displaystyle \left(p+{\frac {m^{2}}{\mu ^{2}}}{\frac {a}{V^{2}}}\right)\left(V-{\frac {m}{\mu }}b\right)={\frac {m}{\mu }}RT}
Уравнение Ван-дер-Ваальса является приближенным уравнением состояния реального газа, причем степень его приближения различна для разных газов. Записано большое количество эмпирических и полуэмпирических уравнений состояния реальных газов (уравнение: Бертло, Клаузиуса — Клапейрона, Дитеричи, Редлиха — Квонг, Камерлинг-Оннес т. п.). За счет увеличения числа констант в этих уравнениях можно достичь лучшего согласования с практикой, по сравнению с уравнением Ван-дер-Ваальса. Однако уравнение Ван-дер-Ваальса, благодаря своей простоте и физическому содержанию постоянных {\displaystyle a} и {\displaystyle b} входящих в него, является самым распространённым для анализа качественной поведения реальных газов.